# Concatenación Virtual
La concatenación virtual o VCAT (en inglés, Virtual Concatenation) es una técnica de multiplexación inversa usada para dividir un ancho de banda SDH/SONET en grupos lógicos, los cuales son transportados o enrutados de forma independiente. Existen otras técnicas de concatenación SDH/SONET como concatenación contigua y concatenación arbitraria.

## Flujo de datos bit variable
VCAT es considerada la mejora primordial para voz optimizada sobre SDH/SONET, por soportar el transporte de flujo de datos de bit variable. Otras mejoras reciente SDH/SONET incluyen LCAS y GFP.
En relación con LCAS y GFP, VCAT ofrece la ventaja de dividir equitativamente el ancho de banda requerido entre un número establecido de sub-trayectos llamados Tributarios Virtuales (VT).
VCAT está especificada en las recomendaciones ITU-T G.707 (2007) y G.783 (2006).
VCAT es usado para dividir el ancho de banda SDH/SONET en grupos right-sized. Estos grupos virtualmente concatenados pueden ser empleados para soportar diferentes clientes y servicios y facturarlos apropiadamente. VCAT trabaja a través de la infraestructura existente y puede de forma significativa incrementar la utilización de la red por medio de la distribución efectiva de carga a través de la red entera.
SDH/SONET es una red jerárquica. Para cada nivel, la carga útil es una concatenación de cargas de bajo nivel. Así, por ejemplo, una carga útil STS-192 (10 Gbit/s) consiste de cuatro cargas OC-48 (2.5 Gbit/s) concatenadas en conjunto. 
Con VCAT, una carga útil STS-192 podría consistir de un número de grupos virtualmente concatenados, cada uno con hasta 192 STS-1 (51 Mbit/s) cargas no contiguas. Cada STS-1 dentro de un grupo puede ser provisionado sobre diferentes trayectos de la red. VCAT soporta tanto trayectos de alto orden como trayectos de bajo orden.

### VCAT de Alto Orden (HO-VCAT)
Cada ruta dentro de un grupo es de aproximadamente 51 Mbit/s (STS-1/VC-3) o 155 Mbit/s (STS-3c/VC-4). El ancho de banda es asignado usando el byte H4 contenido en el encabezado de ruta (POH).
El ancho de banda es asignado en múltiplos de 51 Mbit/s, por lo que el HO-VCAT puede ser usado para proveer tráfico sub-tasa a través de Gigabit Ethernet. Esto hace del HO-VCAT la opción ideal para aplicaciones de red metro.

### VCAT de Bajo Orden (LO-VCAT)
Cada ruta dentro de un grupo es de aproximadamente 1.5 Mbit/s (VT-1.5/VC-11) o 2 Mbit/s (VT-2/VC-12). El ancho de banda es asignado usando el byte Z7/K4 contenido en el encabezado de ruta (POH).
El ancho de banda es asignado en fragmentos de 2 Mbits/s, por lo que el LO-VCAT puede ser usado para proveer tráfico sub-tasa a través de 10/100-Mbits Ethernet empleado en la red de acceso.

## Grupo de Concatenación Virtual (VCG)
El Grupo de Concatenación Virtual (VCG) está conformado por varios Tributarios Virtuales VT. En muchos casos, particularmente cuando la red presenta relativa congestión, el uso pragmático de un conglomerado de Tributarios Virtuales para transportar datos a través de una red con VCAT habilitado, el cual particiona el tráfico en diferentes trayectos, ofrece una solución más econónica en comparación a encontrar una sola ruta para toda la capacidad requerida.  Es probable que esta división de caminos también nos permita encontrar caminos más cortos para canalizar nuestro tráfico. 
El protocolo de Concatenación Virtual realiza su entrega de contenido a través de un proceso llamado entrelazado de bytes. Por ejemplo, un servicio de Gigabit Ethernet (n = 1 Gbit/s) requiere el uso de (7) STS-nc triburarios virtuales (VT), donde cada miembro VCG transporta un ancho de banda equivalente a V = n/k [bit/s], siendo en este caso n = 1Gb y k = 7. En este caso ocurre que el primer byte se envía en el VT1, el segundo byte en el VT2, y así sucesivamente hasta el séptimo byte que se envía en el VT7. El proceso se repite desde el inicio a partir del octavo byte que se envía en el VT1.

## Retardo diferencial
Efectivamente, VCAT contribuye con la posibilidad de proveer servicios a más bajo costo y mayor rapidez en comparación a concatencación contigua, sin embargo, está intrínsecamente asociado al problema de retardo diferencial, donde cada ruta creada (representada por un VT) tiene un retardo de propagación a través de la red diferente. La diferencia entre estos retardos es conocida como Retardo diferencial (D). El principal problema asociado al retardo diferencial es que se requieren búfers de alta velocidad en el nodo receptor para almacenar la información entrante mientras todas las rutas convergen. La capacidad del búfer (B) es igual al producto entre ancho de banda y retardo tal que B = n * D. Así, para cada conexión VCAT se requerirán B bits de espacio en búfer. Esta necesidad de espacio de búfer incrementa el costo de la red, siendo muy importante seleccionar rutas que minimizen el retardo diferencial, el cual es directamente proporcional al espacio de búfer requerido.
Existen varios algoritmos heurísticos que intentan minimizar el problema para ofrecer una solución. Esto no es un problema sencillo de resolver, y en matemáticas se conoce como problema NP-completo, para el cual no existe un algoritmo conocido que encuentre la solución óptima y termina en una restricción polinómica de tiempo.
- Datos: Q1744736